# Igreja de Santa Luzia (Angra do Heroísmo)

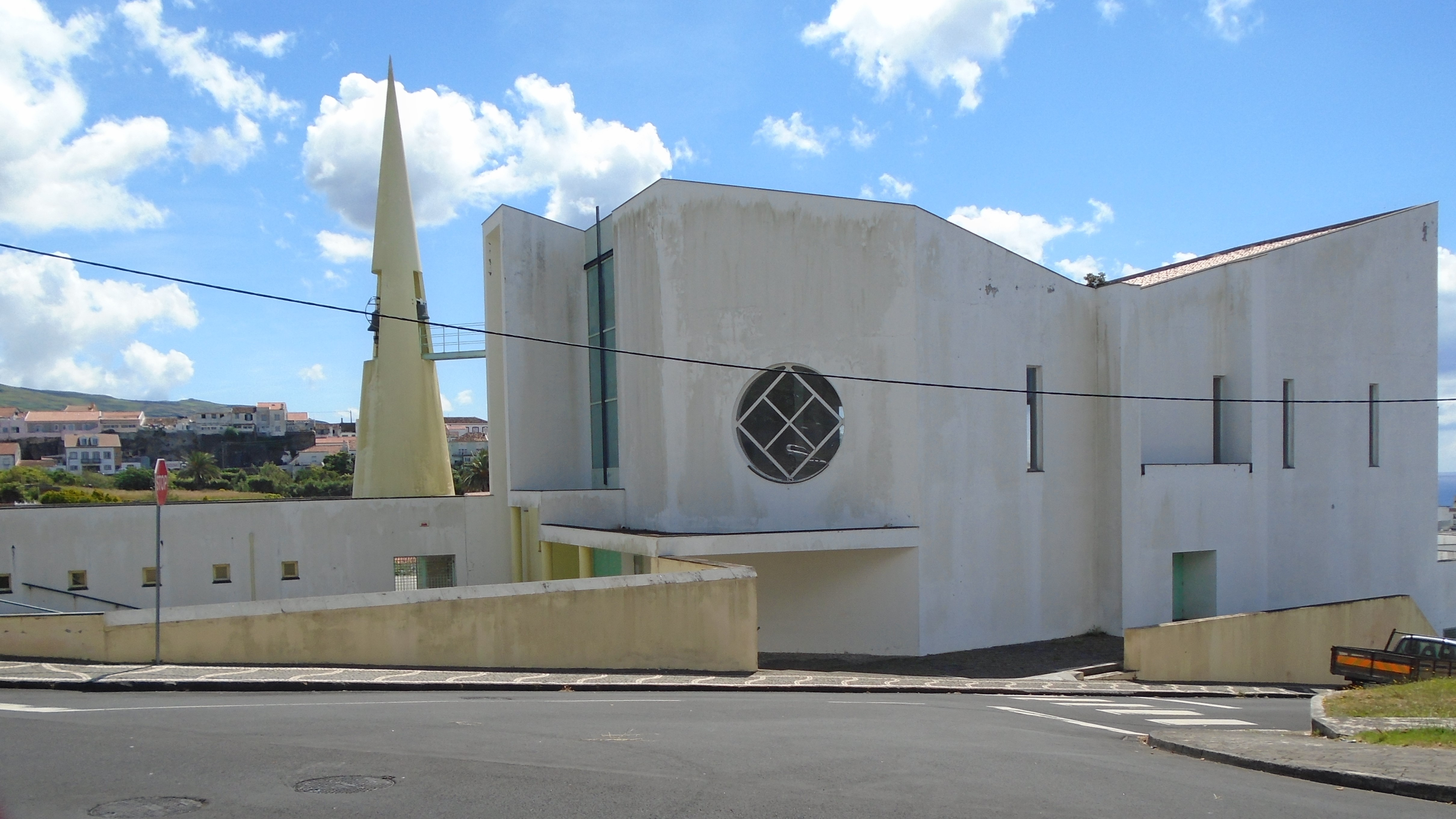
Igreja de Santa Luzia, Angra do Heroísmo.

A Igreja de Santa Luzia localiza-se na freguesia de mesmo nome, concelho de Angra do Heroísmo, na ilha Terceira, Região Autónoma dos Açores, em Portugal.
Constitui a paroquial da freguesia de Santa Luzia de Angra.

## História
Edificada na parte mais alta da cidade, é dos templos terceirenses mais antigos: SAMPAIO informa que remonta a uma primitiva ermida, erigida por João Vaz Meireles e sua esposa, Catarina Lourenço. Por alvará de 2 de fevereiro de 1585, foi elevada a freguesia. No entanto, segundo parece concluir-se de DRUMMOND, ignora-se a data da fundação desta paróquia, se bem que este historiador informe que foi o então bispo da Diocese de Angra, D. Manuel de Gouveia, quem a erigiu nos fins do século XVI.
A matéria é esclarecida pelo cónego José Augusto Pereira, em nótula publicada no Boletim do Instituto Histórico da Ilha Terceira, no volume referente a 1947, que reza:
"o curato de Santa Luzia foi desmembrado da Paróquia da Sé e elevado a paróquia por Decreto de 23 de Maio de 1595, a pedido do bispo D. Manuel de Gouveia, que lhe deu os limites a saber: desde a rua de Ramos … Gomes, d'ambas as bandas até à casa de Jorge de Lemos Bettencourt, e dai à Serra em linha direita; e pela debaixo, desde o chafariz, correndo pela Rua do Rego, d'ambas as bandas, até às casas do Almoxarife e delas até ao Castelo dos Moinhos e deste, até à Serra, cortando com a Ribeira e levada dos Moinhos."
Segundo o mesmo religioso, a freguesia da Sé fora assim desmembrada porque tinha além de cinco mil almas de confissão, dois mil soldados do Castelo que à respectiva igreja se iam confessar. O primeiro sino que esta igreja teve foi emprestado da Sé.